# Beaverton (Michigan)
Pour les articles homonymes, voir Beaverton et Beaver.
Beaverton est une cité du comté de Gladwin, dans l'État du Michigan, aux États-Unis. En 2020, sa population était de 1 145 habitants.